# Oreogrammitis xiphopteroides
Oreogrammitis xiphopteroides är en stensöteväxtart som beskrevs av Barbara S. Parris. Oreogrammitis xiphopteroides ingår i släktet Oreogrammitis och familjen Polypodiaceae. Inga underarter finns listade.